# Verbascum nouelianum
Verbascum nouelianum är en flenörtsväxtart som beskrevs av Adrien René Franchet. Verbascum nouelianum ingår i släktet kungsljus, och familjen flenörtsväxter. Inga underarter finns listade i Catalogue of Life.